# میرکوو
میرکوو (به چکی: Mířkov) یک منطقهٔ مسکونی در جمهوری چک است که در ناحیه دوماژلیتسه واقع شده‌است. میرکوو ۱۷٫۶۱ کیلومتر مربع مساحت و ۲۸۷ نفر جمعیت دارد و ۴۶۳ متر بالاتر از سطح دریا واقع شده‌است.